# FC Carl Zeiss Jena
El Carl Zeiss Jena es un club de fútbol de Alemania, de la ciudad de Jena. Fue fundado en 1903. Anteriormente el equipo jugaba la liga de la extinta República Democrática Alemana, DDR Oberliga y actualmente está jugando en la Regionalliga Nordost, una de las ligas que conforman la cuarta división del fútbol alemán. Posee 2500 miembros asociados. Su nombre se debe a que se fundó como club de trabajadores de la empresa de óptica Carl Zeiss.

## Historia

### FC Carl Zeiss Jena
Los empleados de la fábrica de óptica Carl Zeiss fundaron el equipo en 1903 como Fußball-Club der Firma Carl Zeiß. En 1911 se cambió el nombre a Fußball-Club Carl Zeiß Jena.
El club estaba afiliado a la Asociación Central de Fútbol de Alemania y jugó en la 2. Klasse Thuringia desde 1906. Esta liga ascendió a primera división en 1907 y el club se convirtió en subcampeón detrás del SC Erfurt 1895. En 1908 el concurso se dividió en varios grupos. El club quedó primero de grupo y, tras vencer al FC Germania Mülhausen, se clasificó para la final, donde fue derrotado por el SC Erfurt (7-1). Después de esta temporada, el club empezó a jugar en la nueva liga de Turingia Oriental.
En 1910 se proclamó campeón y participó por primera vez en la ronda final, pero fue inmediatamente derrotado por Cricket-Viktoria Magdeburg. Un año después, el club volvió a ser eliminado en la primera ronda, esta vez contra el Hallescher FC Wacker. En la temporada 1911/12 el club ganó por primera vez en la ronda final, pero a la victoria por 4:0 sobre el Konkordia Plauen le siguió una derrota ante el Erfurter SC. Un año después, el club volvió a ganar en la primera ronda, contra el SV 1901 Gotha , pero volvió a perder en la segunda ronda, contra el Hallescher FC 1896 . En 1914, el SC Weimar rompió la hegemonía del club en el este de Turingia, impidiéndole participar en la ronda final.

### 1. SV Jena 03
El club adoptó en 1917 el nombre de 1. SV Jena 03 y ese año volvió a ser campeón. La novedad fue que los clubes de Turingia decidieron primero entre ellos quién podía pasar a la ronda final de Alemania Central. Jena derrotó a Wacker Gotha pero luego volvió a perder ante Erfurt. En 1918, el TV Lion Weißenfels fue derrotado por 17-0 y Erfurt finalmente fue derrotado. En la ronda final de Alemania Central, el club pasó inmediatamente a las semifinales y perdió en la prórroga ante el Hallescher FC 1896.
En 1918 se reestructuró el sistema de ligas. Las ligas de Turingia del Norte, Este, Sur y Oeste y la de Wartburg se unieron en la Thüringenliga, desde 1919 Kreisliga Thuringia. De 1920 a 1922 el club fue subcampeón. En 1923 se disolvió la Kreisliga y se reintrodujo la liga de Turingia Oriental.
El club inmediatamente se proclamó campeón una vez más y volvió a participar en la ronda final: tras una victoria sobre el FC Wacker 1910 Gera, siguió una derrota contra el Naumburger SpVgg 05. Un año después, el club logró por primera vez el éxito en la ronda final. Después de las victorias sobre SpVgg 04 Gera, 1. FC 1907 Lauscha, Wacker Halle y SV Guts Muts Dresden, el club se clasificó para la final contra el VfB Leipzig. Leipzig ganó 2:0, pero a partir de este año dos clubes pudieron pasar a la ronda final nacional, aunque primero el Jena tuvo que superar al vencedor del subcampeón. Ganaron al SC Erfurt y por primera vez entraron en el foco de atención a nivel nacional. Tuvieron la mala suerte de enfrentarse en la primera ronda al mejor club del momento, el 1. FC Nürnberg , por lo que quedaron eliminados desde el principio. Las temporadas siguientes, Wacker Gera y SpVgg 06 Falkenstein se aseguraron una temprana eliminación. Luego siguieron tres títulos del SC Apolda, por lo que la temporada de Jena terminó siempre antes de tiempo. En 1930/31, el club volvió a ser campeón y derrotó en la ronda final al Naumburger SV 05, VfL 1911 Bitterfeld y al FC Thüringen Weida y luego perdió en las semifinales ante el FC Preußen 1909 Langensalza . Después de que Apolda ganara el título en 1932, Jena volvió a ser campeón un año después, pero fue eliminado temprano en la ronda final por el VfB Glauchau 1907 .
En 1933, el partido Nazi llegó al poder en Alemania y reestructuró el fútbol. La Asociación de Alemania Central y sus 24 ligas fueron disueltas y reemplazadas por la Gauliga Mitte y la Gauliga Sachsen. Sólo se clasificó el campeón de Turingia Oriental. Después de una primera temporada mediocre, el club sorprendentemente se proclamó campeón en 1934/35 y se clasificó de nuevo para la ronda final nacional. En un grupo con VfB Stuttgart , SpVgg Fürth y 1. Hanauer FC 1893, el club quedó último. Jena también ganó el título la temporada siguiente. En la ronda final, el club estaba ahora en grupo con FC Nürnberg, VfR Wormatia Worms y Sttutgarter Kickers y terminó tercero. Las siguientes temporadas el club terminó en la subdivisión hasta que siguió un nuevo título en 1939/40, donde el club logró 27 de 28 puntos. En la ronda final, el club terminó último en un grupo con Dresdner SC, Eimsbütteler TV y VfL Osnabrück . El club también ganó el título la temporada siguiente. En la última ronda, Jena quedó segunda en un grupo con el Hamburger SV y el VfB Königsberg. Los siguientes tres años el SV Dessau 05 se proclamó campeón. La última temporada de la Gauliga no se completó debido al inminente fin de la Segunda Guerra Mundial.

### Durante la RDA
Después de la guerra, los aliados disolvieron los clubes deportivos alemanes, pero en 1946 el equipo fue refundado como SG Ernst Abbe Jena, que lleva el nombre de Ernst Abbe, quien también significó mucho para la empresa Carl Zeiss. Como muchos clubes de Alemania del Este, el club sufrió algunos cambios de nombre (ver más abajo). En 1950 el club se convirtió en BSG Chemie Jena.
Después de la fundación de la DDR-Oberliga, el club jugó en la 2.a división en 1950 , en la 2.a temporada se ganó el título y el club pasó a la 1.a temporada por una temporada. En 1954, se introdujo el sistema de clubes deportivos en Alemania del Este para mejorar el rendimiento y el club se integró en SC Motor Jena. En 1956 el club ascendió y acabó cuarto. En 1958, el club incluso se convirtió en subcampeón detrás del ASK Vorwärts Berlin. Las siguientes temporadas el club terminó en la parte alta de la tabla. El 7 de octubre de 1960, el club disputó la final de la primera FDGB-Pokal contra el SC Empor Rostock y ganó. Esto permitió al club participar en la II Copa de Europa 1961/62, donde llegó a semifinales cayendo ante el Atlético de Madrid. En la temporada 1962/63 el club incluso se proclamó campeón nacional.
En 1965, el gobierno de Alemania Oriental decidió que los departamentos de fútbol de los clubes deportivos más importantes debían independizarse. Así se crearon diez FC . Motor Jena adoptó el nombre de FC Carl Zeiss Jena. El título ya se ganó en 1967/68. Después de un subcampeonato detrás del Vorwärts Berlin, el título se recuperó un año después. En los cinco años siguientes, Jena se proclamó subcampeón cuatro veces, dos veces detrás del Dynamo Dresden y dos veces detrás del 1. FC Magdeburg. Después de esto, el club acabó constantemente en la segunda posición y sólo en la temporada 1976/77 no jugó en Europa. En 1980, Jena ganó la copa contra el FC Rot-Weiß Erfurt. La temporada siguiente, el club se proclamó subcampeón detrás del Dynamo de Berlín y derrotó a grandes clubes como AS Roma, Valencia CF y Benfica en la Recopa de Europa en el camino hacia la final, pero el club soviético Dinamo Tbilisi fue demasiado fuerte.
Sin embargo, después de este pico, los resultados se deterioraron. En la temporada 1983/84, el club sólo acabó décimo, después de lo cual el club se convirtió en un equipo de mitad de tabla.

### Después de la reunificación alemana
Después de la reunificación, los clubes de Alemania del Este se incorporaron a la Bundesliga en la temporada 1991/92. A Jena se le permitió comenzar en la 2. Bundesliga, que en esa temporada se dividió en dos grupos. Carl Zeiss terminó en segundo lugar junto con el 1. FC Saarbrücken, pero no pudo lograr el ascenso en la ronda final.
Sin embargo, en 1994 el club descendió a la Liga Regional. Regresó después de una temporada y continuó jugando en la 2.ª división durante otros tres años antes de descender. El club compitió en la Liga Regional pero, tras la temporada 2000, las cuatro Ligas Regionales se redujeron a dos y quedaron los mejores equipos. El club terminó 18º en la temporada siguiente y descendió. Después de cuatro temporadas en la Oberliga, el club regresó y después de la temporada 2005/2006 logró nuevamente el ascenso a la 2.Bundesliga. En la temporada 2007/2008, el club descendió a la recién formada 3.Liga , donde jugó hasta 2012, cuando siguió otro descenso. En la temporada 2016/17, Jena consiguió el ascenso a la 3.Liga. En la final de la eliminatoria, el Viktoria Koln cayó derrotado en dos partidos.

## Cambios de nombre
- 1903 - Fußball-Club der Firma Carl Zeiss
- 1911 - Fußball-Club Carl Zeiss Jena e.V
- 1917 - 1. Sportverein Jena e.V.
- 1946 - SG Ernst Abbe Jena
- 1948 - SG Stadion Jena
- 1949 - SG Schott Jena
- 1950 - BSG Chemie Jena
- 1951 - BSG Motor Jena
- 1954 - SC Motor Jena
- 1966 - FC Carl Zeiss Jena

## Uniforme
- Uniforme titular: Camiseta, pantalón y medias blancas.
- Uniforme alternativo: Camiseta, pantalón y medias azules.

## Palmarés

### Torneos nacionales (8)
- DDR-Oberliga (República Democrática Alemana) (3): 1963, 1968, 1970.
- Copa de fútbol de la RDA (4): 1960, 1972, 1974, 1980.
- Olimpia-Pokal (1): 1965
- Subcampeón de la DDR-Oberliga (República Democrática Alemana) en 1958, 1965, 1966, 1969, 1971, 1973, 1974, 1975, 1981.

### Torneos internacionales
- Subcampeón de la Recopa de Europa en 1980-81

## Participación en competiciones europeas
| Temporada | Competición      | Ronda | Club                       | Cómputo global | Ida            | Vuelta       |
| --------- | ---------------- | ----- | -------------------------- | -------------- | -------------- | ------------ |
| 1961/62   | Recopa de Europa | 1R    | Swansea Town               | 7-3            | 2-2 (F)*       | 5-1 (C)      |
| 1961/62   | Recopa de Europa | 1/8   | Alliance Dudelange         | 9-2            | 7-0 (C)        | 2-2 (F)*     |
| 1961/62   | Recopa de Europa | 1/4   | Leixões SC                 | 4-2            | 1-1 (C)        | 3-1 (F)*     |
| 1961/62   | Recopa de Europa | 1/2   | Atlético Madrid            | 0-5            | 0-1 (C)        | 0-4 (F)*     |
| 1963/64   | Copa de Europa   | 1R    | Dinamo Bucarest            | 0-3            | 0-2 (F)        | 0-1 (C)      |
| 1968/69   | Copa de Europa   | 1R    | Estrella Roja Belgrado     | no jugado      | Jena se retira |              |
| 1969/70   | Copa de Ferias   | 1R    | Altay Izmir                | 1-0            | 1-0 (C)        | 0-0 (F)      |
| 1969/70   | Copa de Ferias   | 2R    | Cagliari Calcio            | 3-0            | 2-0 (C)        | 1-0 (F)      |
| 1969/70   | Copa de Ferias   | 1/8   | Újpest Dósza               | 4-0            | 1-0 (C)        | 3-0 (F)      |
| 1969/70   | Copa de Ferias   | 1/4   | AFC Ajax                   | 4-6            | 3-1 (C)        | 1-5 (F)      |
| 1970/71   | Copa de Europa   | 1R    | Fenerbahçe SK              | 5-0            | 4-0 (F)        | 1-0 (C)      |
| 1970/71   | Copa de Europa   | 1/8   | Sporting Lisboa            | 4-2            | 2-1 (C)        | 2-1 (F)      |
| 1970/71   | Copa de Europa   | 1/4   | Estrella Roja Belgrado     | 3-6            | 3-2 (C)        | 0-4 (F)      |
| 1971/72   | Copa UEFA        | 1R    | Lokomotiv Plovdiv          | 4-3            | 3-0 (C)        | 1-3 (F)      |
| 1971/72   | Copa UEFA        | 2R    | OFK Belgrado               | 5-1            | 1-1 (F)        | 4-0 (C)      |
| 1971/72   | Copa UEFA        | 1/8   | Wolverhampton Wanderers FC | 0-4            | 0-1 (C)        | 0-3 (F)      |
| 1972/73   | Recopa de Europa | VR    | MP Mikkeli                 | 8-4            | 6-1 (C)        | 2-3 (F)      |
| 1972/73   | Recopa de Europa | 1/8   | Leeds United AFC           | 0-2            | 0-0 (C)        | 0-2 (F)      |
| 1973/74   | Copa UEFA        | 1R    | MP Mikkeli                 | 6-0            | 3-0 (C)        | 3-0 (F)      |
| 1973/74   | Copa UEFA        | 2R    | Ruch Chorzów               | 1-3            | 0-3 (F)        | 1-0 (C)      |
| 1974/75   | Recopa de Europa | 1R    | Slavia Praga               | 1-1 (3-2 ns)   | 0-1 (F)        | 1-0 nv (C)   |
| 1974/75   | Recopa de Europa | 1/8   | Benfica                    | 1-1 u          | 1-1 (C)        | 0-0 (F)      |
| 1975/76   | Copa UEFA        | 1R    | Olympique Marseille        | 4-0            | 3-0 (C)        | 1-0 (F)      |
| 1975/76   | Copa UEFA        | 2R    | Stal Mielec                | 1-1 (2-3 ns)   | 1-0 (C)        | 0-1 nv (F)   |
| 1977/78   | Copa UEFA        | 1R    | Altay Izmir                | 6-5            | 5-1 (C)        | 1-4 (F)      |
| 1977/78   | Copa UEFA        | 2R    | RWD Molenbeek              | 2-2 (6-5 ns)   | 1-1 (F)        | 1-1 nv (C)   |
| 1977/78   | Copa UEFA        | 1/8   | Standard Lieja             | 4-1            | 2-0 (C)        | 2-1 (F)      |
| 1977/78   | Copa UEFA        | 1/4   | SEC Bastia                 | 6-9            | 2-7 (F)        | 4-2 (C)      |
| 1978/79   | Copa UEFA        | 1R    | Lierse SK                  | 3-2            | 1-0 (C)        | 2-2 (F)      |
| 1978/79   | Copa UEFA        | 2R    | MSV Duisburg               | 0-3            | 0-0 (C)        | 0-3 nv (F)   |
| 1979/80   | Copa UEFA        | 1R    | West Bromwich Albion FC    | 4-1            | 2-0 (C)        | 2-1 (F)      |
| 1979/80   | Copa UEFA        | 2R    | Estrella Roja Belgrado     | 4-6            | 2-3 (F)        | 2-3 (C)      |
| 1980/81   | Recopa de Europa | 1R    | AS Roma                    | 4-3            | 0-3 (F)        | 4-0 (C)      |
| 1980/81   | Recopa de Europa | 1/8   | Valencia CF                | 3-2            | 3-1 (C)        | 0-1 (F)      |
| 1980/81   | Recopa de Europa | 1/4   | Newport County AFC         | 3-2            | 2-2 (C)        | 1-0 (F)      |
| 1980/81   | Recopa de Europa | 1/2   | Benfica                    | 2-1            | 2-0 (C)        | 0-1 (F)      |
| 1980/81   | Recopa de Europa | F     | FC Dinamo Tbilisi          | 1-2            | < Düsseldorf   | < Düsseldorf |
| 1981/82   | Copa UEFA        | 1R    | Dinamo Tirana              | 4-1            | 0-1 (F)        | 4-0 (C)      |
| 1981/82   | Copa UEFA        | 2R    | Real Madrid CF             | 2-3            | 2-3 (F)        | 0-0 (C)      |
| 1982/83   | Copa UEFA        | 1R    | Girondins de Bordeaux      | 3-6            | 3-1 (C)        | 0-5 (F)      |
| 1983/84   | Copa UEFA        | 1R    | ÍBV Vestmannaeyjar         | 3-0            | 0-0 (F)        | 3-0 (C)      |
| 1983/84   | Copa UEFA        | 2R    | Sparta Rotterdam           | 3-4            | 2-3 (F)        | 1-1 (C)      |
| 1986/87   | Copa UEFA        | 1R    | Bayer Uerdingen            | 0-7            | 0-3 (F)        | 0-4 (C)      |
| 1988/89   | Recopa de Europa | 1R    | Kremser SC                 | 5-1            | 5-0 (C)        | 0-1 (F)      |
| 1988/89   | Recopa de Europa | 1/8   | UC Sampdoria               | 2-4            | 1-1 (C)        | 1-3 (F)      |

- El partido fuera de casa contra el Swansea Town se jugó en Linz.
- El partido fuera de casa contra el Alliance Dudelange se jugó en Erfurt.
- El partido fuera de casa contra el Leixões SC se jugó en Gera.
- El partido fuera de casa contra el Atlético de Madrid se jugó en Malmö.

## Rivalidad
Su máximo rival es su vecino, FC Rot-Weiß Érfurt, contra el que juega el derby de Turingia.